# Lipiny (powiat hajnowski)
Lipiny – wieś w Polsce położona w województwie podlaskim, w powiecie hajnowskim, w gminie Hajnówka. 
Wieś królewska ekonomii brzeskiej położona była w końcu XVIII wieku w powiecie brzeskolitewskim województwa brzeskolitewskiego. W latach 1975–1998 miejscowość należała administracyjnie do województwa białostockiego.
Po obronie Hajnówki w 1939 roku żołnierze polscy z 3 pułku strzelców konnych wycofali się do Lipin, gdzie podczas walk z Niemcami został śmiertelnie ranny kapral Bolesław Bierwiaczonek.
10 czerwca 1942 Niemcy spacyfikowali miejscowość. Ludność przesiedlili a wieś spalili.
Według stanu z 31 grudnia 2012 mieszkało tu 268 stałych mieszkańców.

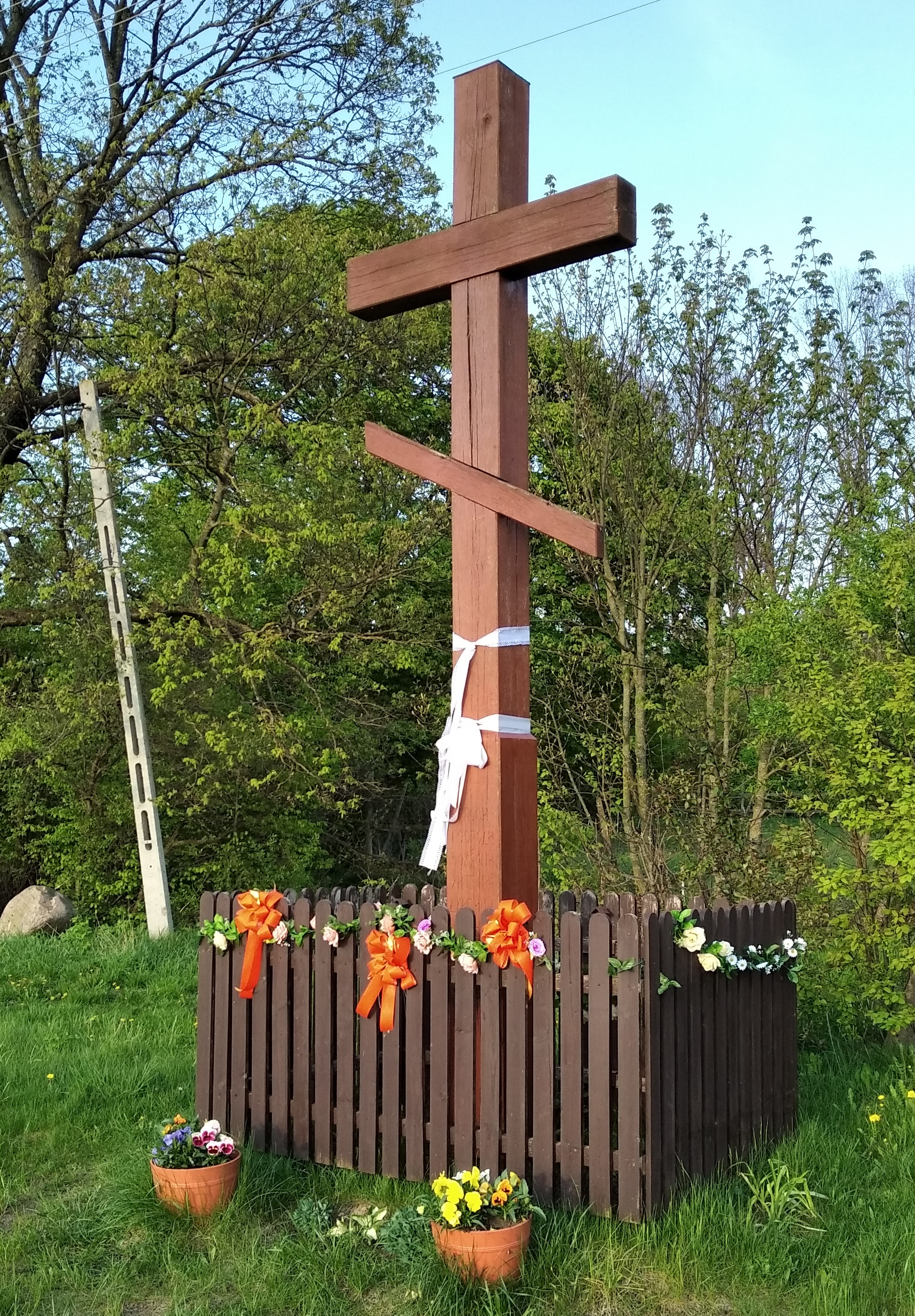
Prawosławny krzyż

Prawosławni mieszkańcy wsi należą do  parafii Zaśnięcia Najświętszej Maryi Panny w Dubinach, a wierni kościoła rzymskokatolickiego do parafii Podwyższenia Krzyża Świętego i św. Stanisława, Biskupa i Męczennika w Hajnówce.
1 stycznia 1998 do Hajnówki włączono część wsi Lipiny (28,75 ha) włączono do Hajnówki.